# Burgus Ahegg

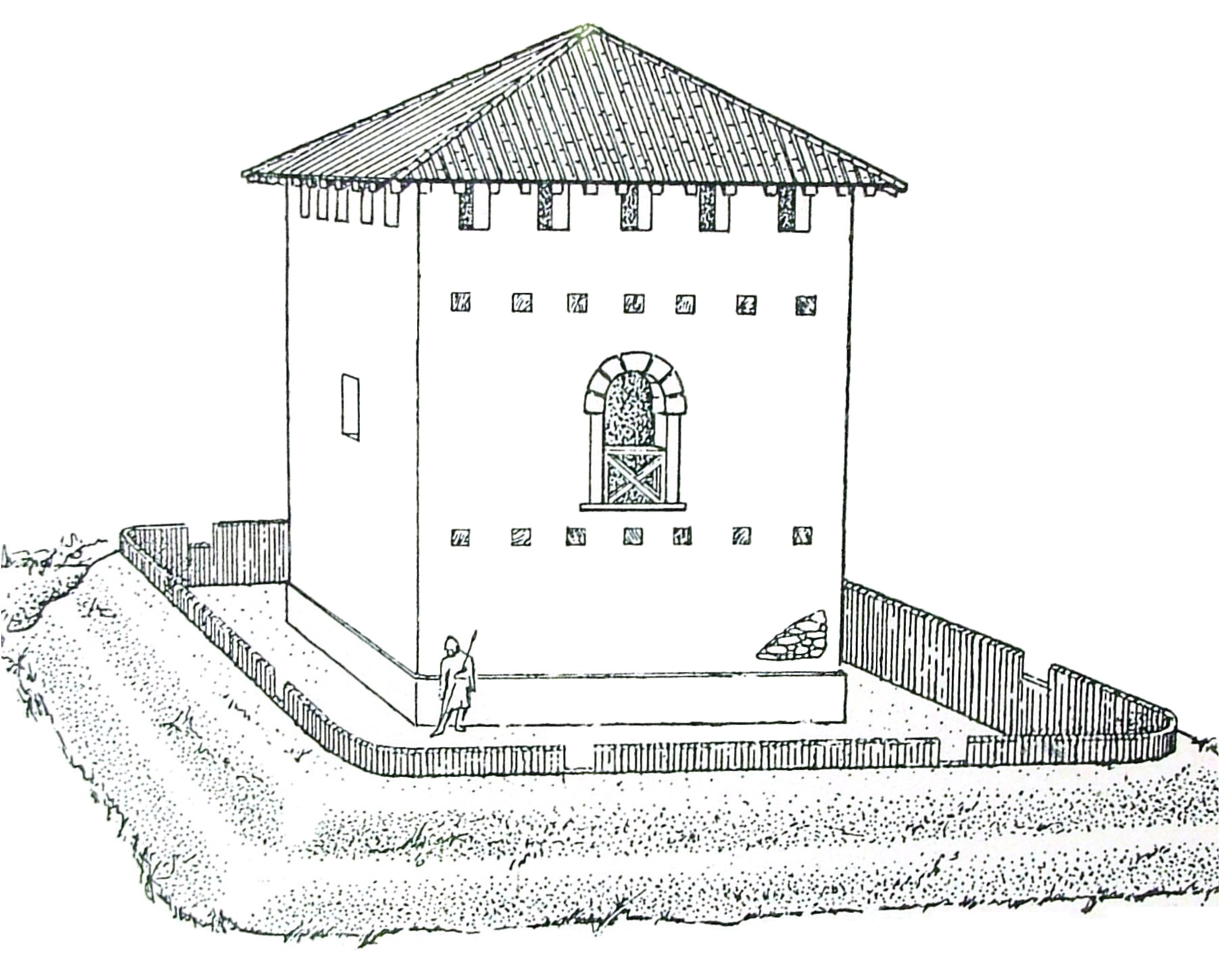
Rekonstruktionszeichnung

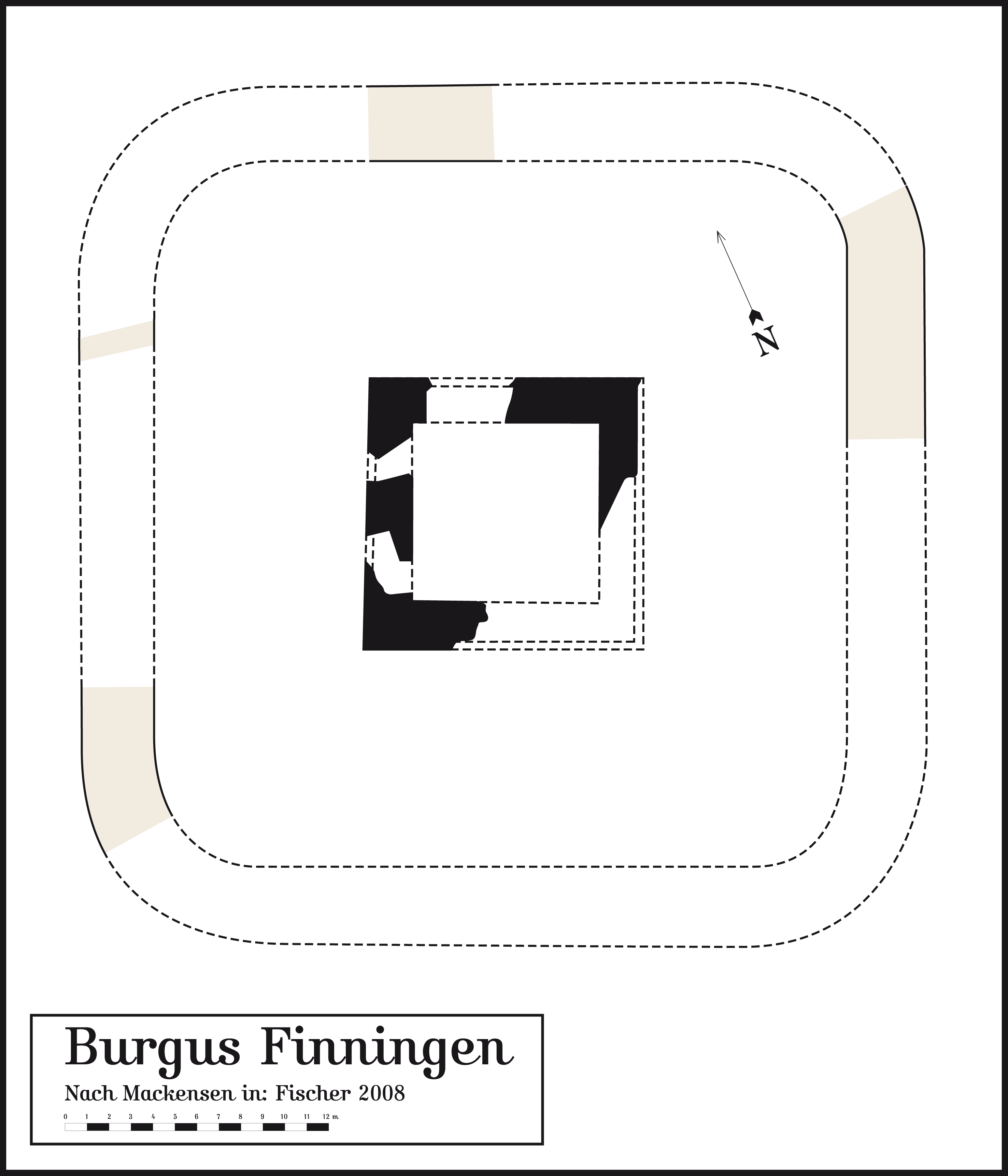
Der baugleiche Burgus Finningen bei Neu-Ulm

Der Burgus Ahegg ist ein kleiner römischer Militärstandort, der als spätantiker Wohn- und Wachturm für die Kontrolle eines Abschnitts der Reichsgrenze entlang des Donau-Iller-Rhein-Limes (DIR) zuständig war. Die ergrabenen und zu besichtigenden Reste der Anlage befinden sich im Ortsteil Ahegg des Marktes Buchenberg im Landkreis Oberallgäu in Bayern. Sie ist die einzige ihrer Art in Süddeutschland, von der noch Reste oberirdisch vorhanden sind.

## Lage
Zwischen dem am Ostufer des Bodensees gelegenen Kastell Bregenz (Brigantium) und der spätantiken Garnison auf der Kemptener Burghalde (Cambodunum) lag die sogenannte „trockene Grenze“ des DIR-Limes, die nicht durch einen Fluss gesichert war. Der Burgus Ahegg wurde aus strategischen Gründen auf dem von einer Moräne gebildeten Höhenzug Adelegg gegründet und lag damit abseits der römischen Limesstraße. Der erhöhte Standort des Burgus ermöglichte es der Besatzung, das umliegende Grenzland weithin einzusehen. Die nächstgelegenen bedeutenden römischen Eingreiftruppen am Limes standen fünf Kilometer nordöstlich über der Iller bei Kempten sowie westlich im tetrarchischen Reiterkastell Vemania bei Isny im Allgäu, das am Fuße eines Ausläufers der Adelegg errichtet worden war.

## Forschungsgeschichte
Der Burgus in Ahegg, der bis zu seiner Freilegung unter einem großen Steinschutthügel lag, wurde 1932 vom Bayerischen Landesamt für Denkmalpflege (BLfD) ergraben. Der römische Ursprung dieser Anlage galt dem Archäologen Wilhelm Schleiermacher (1904–1977) jedoch noch 1972 als „unsicher“. Mehrfach sind die Baureste seit der Freilegung unfachgemäß und mit nicht frostbeständigem Mörtel saniert worden. Erst 1995 sorgten Mitarbeiter der Kemptener Stadtarchäologie für eine Restaurierung, bei der ein Spezialmörtel Verwendung fand. Nach erneuten Sicherungsmaßnahmen, die der archäologische Arbeitskreis des Heimatgeschichtlichen Vereins Buchenberg vornahm, wurde 2009/2010 auf die erhaltenen Mauerstümpfe ein ziegelgedecktes Holzsatteldach gesetzt, das vor weiteren Verfall schützen soll.

## Baugeschichte

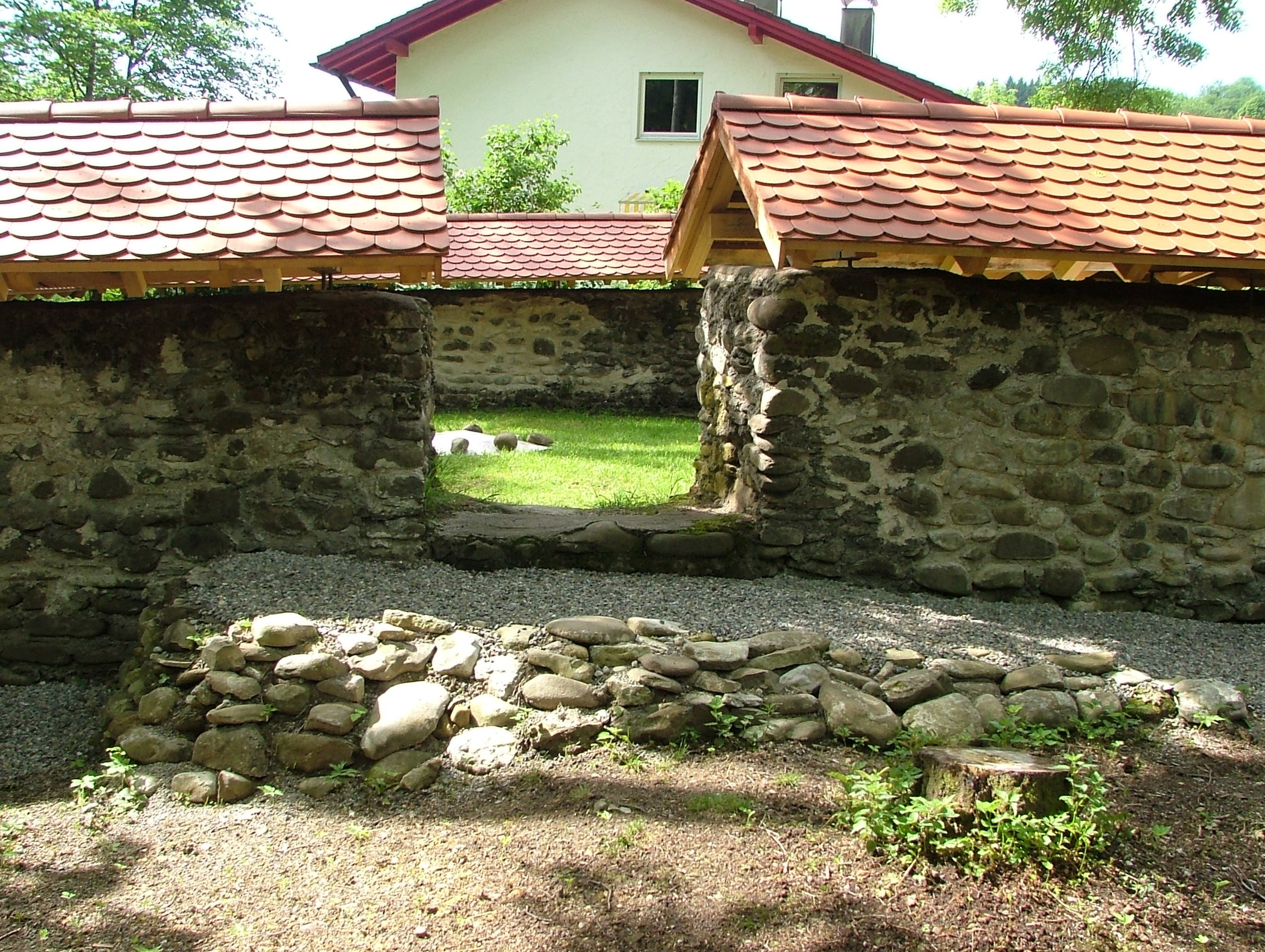
Eingang zum Burgus

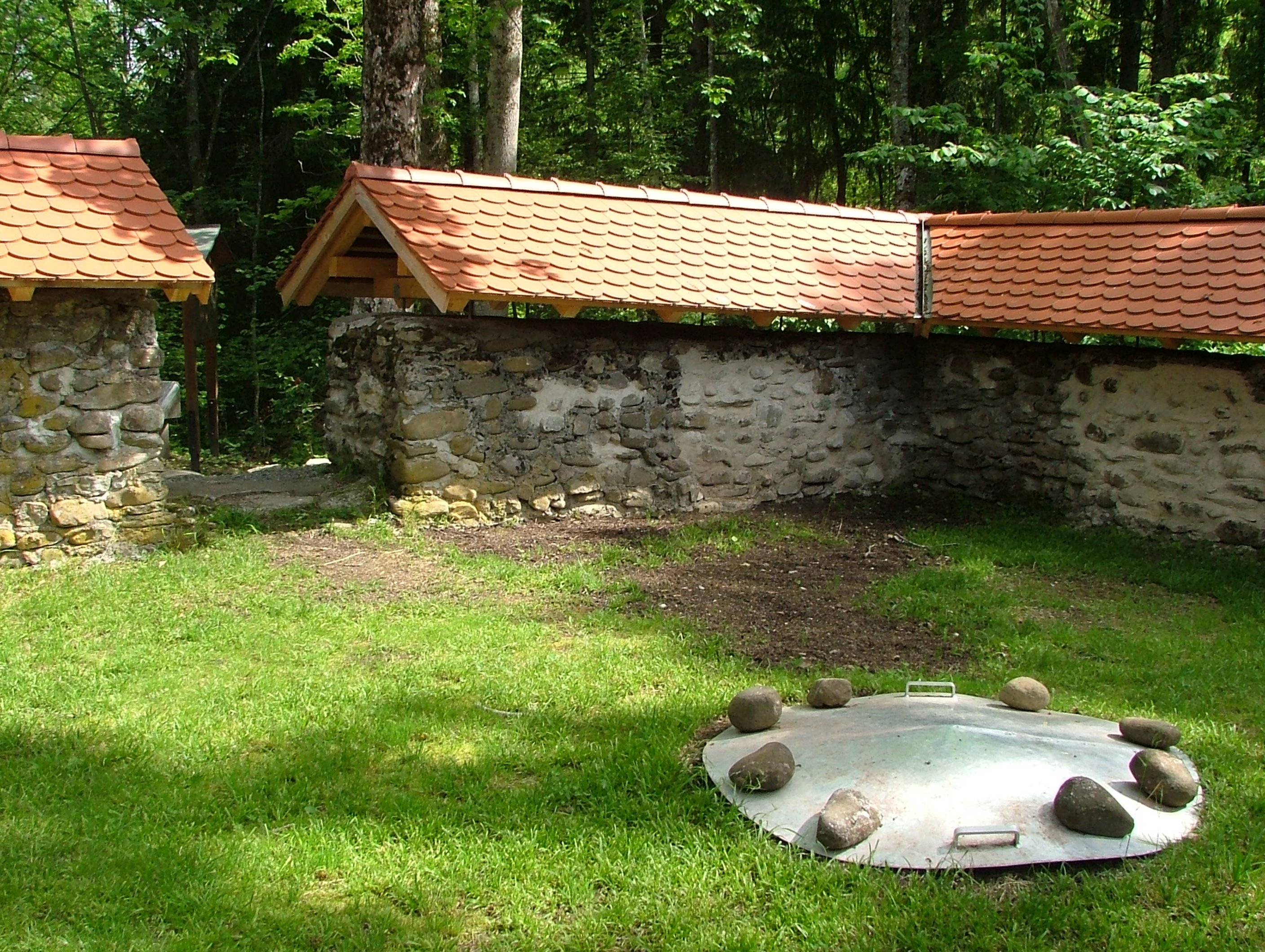
Die Mauern stehen im Geviert

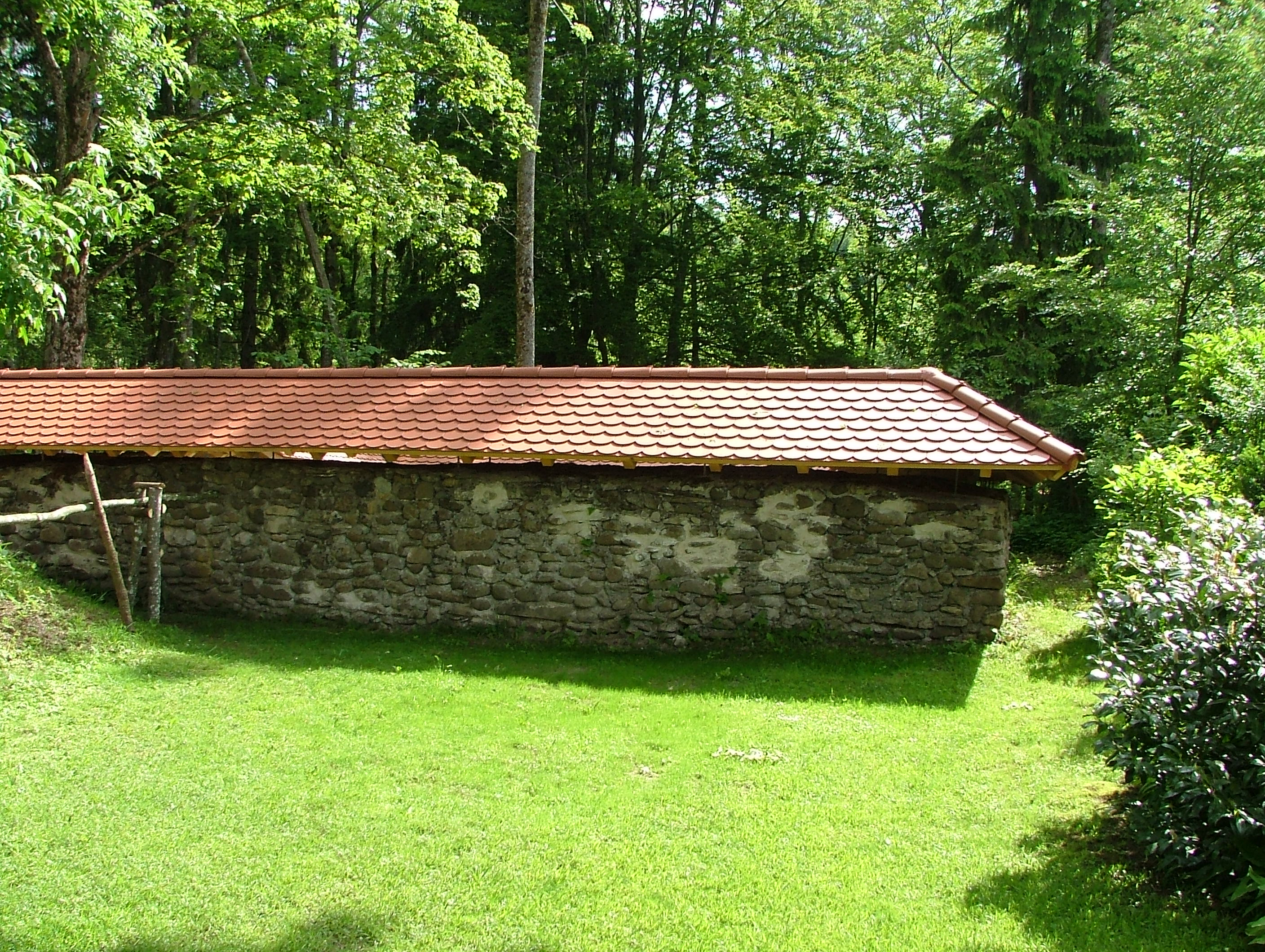
Die Mauern von außen

Gegen Ende des 3. Jahrhunderts stabilisierte sich die jahrzehntelang unsichere Lage an vielen Grenzabschnitten des römischen Reiches. Kastelle wurden neu errichtet, erneuert oder umgebaut. Zwischen diesen Garnisonsorten entstanden vielfach hölzerne Wachtürme. Beispiele vom Hochrhein und von der römischen Straße zwischen Augusta Vindelicorum (Augsburg) und Cambodunum (Kempten) lassen sich auf die Regierungszeit des Kaisers Konstantin (306–337) datieren. Auch in Ahegg gibt es Anzeichen dafür, dass dem späteren steinernen Burgus ein hölzerner Vorgängerbau vorausging.
Nach verheerenden Germaneneinfällen legte Kaiser Valentinian I. (364–375) ein Bauprogramm von größeren und kleineren Befestigungen (castra et castella) entlang der Reichsgrenzen an Rhein (Rhenus) und Donau (Danuvius) auf, um die Sicherheit des Reiches zu gewährleisten. Ab 369 entstanden am Hochrhein (Provinz Maxima Sequanorum) an der Fernverbindung Brigantium – Cambodunum – Caelius Mons sowie an der oberen und mittleren Donau eine Vielzahl von Anlagen in Steinbauweise. Die Konzeption vieler der damals errichteten Burgi folgte einem weitgehend standardisierten Bauschema. So sind etliche aus Ahegg bekannte baulichen Einzelheiten auch von anderen Fundorten bekannt. Der sehr gut erhaltene Burgus Bacharnsdorf in Niederösterreich lässt auch das aufgehende Mauerwerk bis in den zweiten Stock erkennen. Für die spätantike Provinz Raetia II, zu der Ahegg gehörte, ist zwar noch keine datierbare Inschrift zu den Burgi entdeckt worden, doch konnten insbesondere viele sehr ähnliche Anlagen am Donaulimes durch stratifizierbare Münzen, Ziegelstempel und – in weit geringerem Maße – Bauinschriften der valentinianischen Phase zugeordnet werden (z. B. die Burgi Visegrád-Lepence und Visegrád-Steinbruch).
Die in Mörtel gesetzten, bei der Grabung noch rund 1,5 Meter hoch erhaltenen und 1,2 Meter starken Mauern des Ahegger Burgus bestehen aus Rollsteinen, wie sie auf der Sohle der Rottach unmittelbar östlich des Platzes anstehen. Die Fortifikation bildet ein fast quadratisches Geviert von 10,8 × 11,0 Metern, an dessen Nordseite eine 1,45 m breite Torlücke ausgenommen ist. In der Mitte des Burgus wurde eine Pfostenstellung festgestellt. Diese Pfosten trugen einst das mächtige Dach. An der Ostseite fand sich eine Feuerstelle aus Ziegelplatten. Während der Sanierungsarbeiten 2009 wurde festgestellt, dass unmittelbar um den Burgus eine Drainage aus großen Bachkatzen (Flusskiesel) verlegt worden war, die in römischer Zeit das Abwasser entsorgte. Als Annäherungshindernis war die Fortifikation durch einen heute noch erkennbaren Graben sowie den steil abfallenden Tobel zur Rottach hin geschützt.

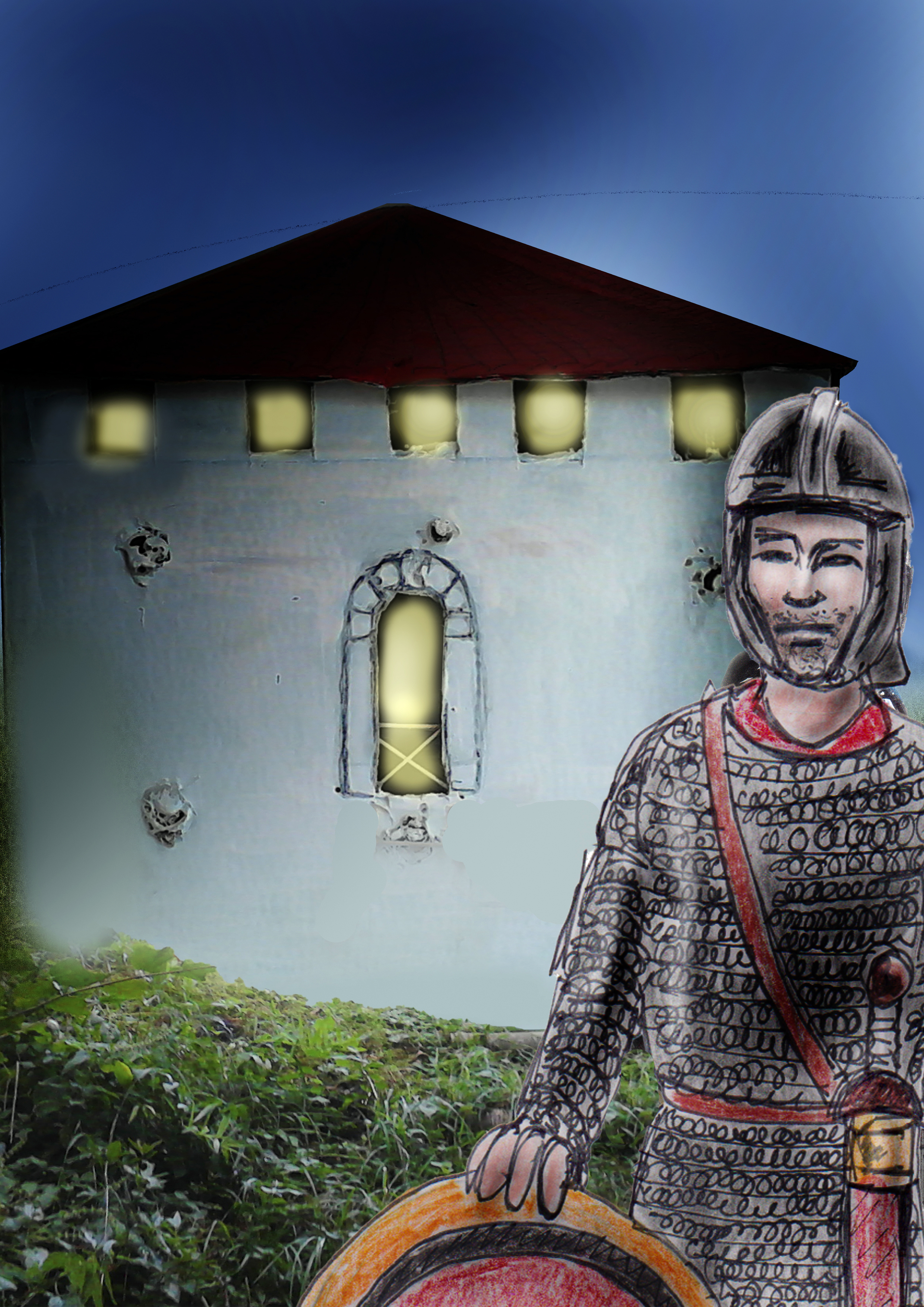
Illustration des Burgus Ahegg mit Besatzungssoldat der Legio Italica III

Insbesondere die geborgene Gefäßkeramik, wie Reibeschalen mit Innenglasur, ist typisch für viele spätantike Militärstandorte und Siedlungsplätze. Die glasierte Ware taucht im Fundgut sowohl der germanischen Provinzen als auch in Pannonien um 320 n. Chr. erstmals auf und lässt sich in Rätien – wie am Fundort Künzing (Quintana) – bis in das späte 5. Jahrhundert nachweisen.
Als ständige Wachmannschaft des Burgus kann von einem Dutzend Mann ausgegangen werden, die einem der nächstgelegenen Kastelle unterstellt waren. Die zeitlich nicht sicher einzuordnenden Brandschichten im Burgus wurden dem späten 4. oder frühen 5. Jahrhundert n. Chr. zugeschrieben und zeugen vom Ende der römischen Herrschaft im Voralpenraum.

## Nachrömische Entwicklung
Die massiven römischen Mauerreste, die vielleicht noch im späteren Mittelalter aufrecht standen, wurden vermutlich von den Bauherren einer kleinen Burg wiedergenutzt und für den neuen Zweck umgebaut. Darauf deutete der mittelalterliche Schutt hin, der den antiken Befund während der Ausgrabung überlagerte. Demgegenüber nahm der Archäologe Paul Reinecke (1872–1958) an, dass die wohl gegen Ende des hohen Mittelalters errichtete kleine Burg auf dem bereits zum Schutthügel verfallenen Burgus gegründet wurde. Diese neue Anlage hat die Forschung mit der 1525 im „Martinszeller Vertrag“ erwähnten Burg Ahegg in Verbindung gebracht.

## Denkmalschutz
Der Burgus ist eingetragenes Bodendenkmal im Sinne des Bayerischen Denkmalschutzgesetzes (BayDSchG). Nachforschungen und gezieltes Sammeln von Funden sind erlaubnispflichtig, Zufallsfunde sind den Denkmalbehörden anzuzeigen.